# Ронселин Марсельский
Росцелин, Ронселин, Рослен(фр. Roncelin de Marseille; ум. 25 декабря 1215, Марсель) — последний правящий виконт Марселя в 1193—1212 годах. Младший сын Гуго Жоффруа Марсельского (ум. 1166).

## Биография
Монах, с 1192 года аббат монастыря Сен-Виктор (Марсель).
В 1192 году умер брат Рослена — виконт Раймон Жоффруа, оставивший единственного ребёнка — дочь Барраль, жену Гуго III де Бо. Тот, заручившись поддержкой короля Альфонса II Арагонского (он же — граф Прованса Альфонс I), предъявил права на наследство покойного тестя.
Не желая такого правителя (опасаясь конкуренции со стороны Арля), марсельцы обратились к Рослену с просьбой занять вакантный трон.
Не дожидаясь разрешения папы на снятие монашеского сана, тот объявил себя виконтом Марселя, продолжая в то же время исполнять обязанности аббата. Через какое-то время (не позднее 1209) он женился на женщине по имени Лудиарда, за что был отлучен от церкви.
В 1211 году Рослен обратился к папе Иннокентию III c просьбой снять с него церковное отлучение, но получил отказ и в следующем году вернулся в монастырь Сен-Виктор, перед этим передав ему свои права на виконтство (договор от 22 июля 1212 года). Часть земель он уступил Гуго де Бо и Жиро Адемару де Монтейлу — мужьям племянниц.
В 1224 году права виконта у аббатства выкупила городская коммуна. В том же году за 40 тысяч королевских су она выкупила права рода де Бо, в 1226 году — права Жиро Адемара. Таким образом, виконтство Марсель как феодальное княжество перестало существовать.
Рослен умер 25 декабря 1215 года. Одновременно с ним и позже титул виконта Марселя носили его родственники, у которых были какие-то небольшие владения на территории диоцеза:
- Бараль (ум. до 1234), дочь Раймона Жоффруа (ум. 1192), и её муж Гуго III де Бо (ум. 1239/1240)
- дети Жоффруа II (ум. после 1193, с 1178/1185 в заключении) — Алазасия (ум. 1228 или позже), Раймон Жоффруа III (ум. 1234), Жоффруа Гофридет (ум. после 1238)
- сыновья Раймона Жоффруа II (ум. 1216/1217) — Бергундио (1198 — после 1 мая 1246) и Жоффруа Рефорцатус (ум. 1237 или позже).